# Río Brazos
El río Brazos (del inglés: Brazos River), llamado el Río de los Brazos de Dios por los primeros exploradores españoles, es el undécimo río más largo en los Estados Unidos con 2.060 km desde su nacimiento en Blackwater Draw, condado de Curry (Nuevo México)
hasta su desembocadura en el golfo de México, con una cuenca hidrográfica de 116 000 km².

## Geografía
El río Brazos comienza propiamente en la confluencia de sus dos ramales, el Salt Fork y el Double Mountain Fork (que nace al oeste de Lubbock, y pasa a través de la ciudad) fluyendo más de 1.350 kilómetros por la parte central de Texas. Sus principales afluentes son el Clear Fork del Brazos, que pasa por Abilene y se une al río principal cerca de Graham; el río Bosque; el Little River; el Yegua Creek; y el río Navasota.
Fluye inicialmente al este hacia Dallas-Fort Worth, y luego el Brazos gira hacia el sur, pasando a través de Waco, más al sur hasta cerca de Calvert (Texas), entonces pasa Bryan y College Station, entonces a través de Richmond (Texas) en el condado de Fort Bend, y hasta el golfo de México en las marismas justo al sur de Freeport.

## Galería

Ramal Norte de la montaña de la doble bifurcación del río Brazos, en el extremo Oriental de Llano EstacadoRamal Norte de la montaña de la doble bifurcación del río Brazos, en el extremo Oriental de Llano Estacado
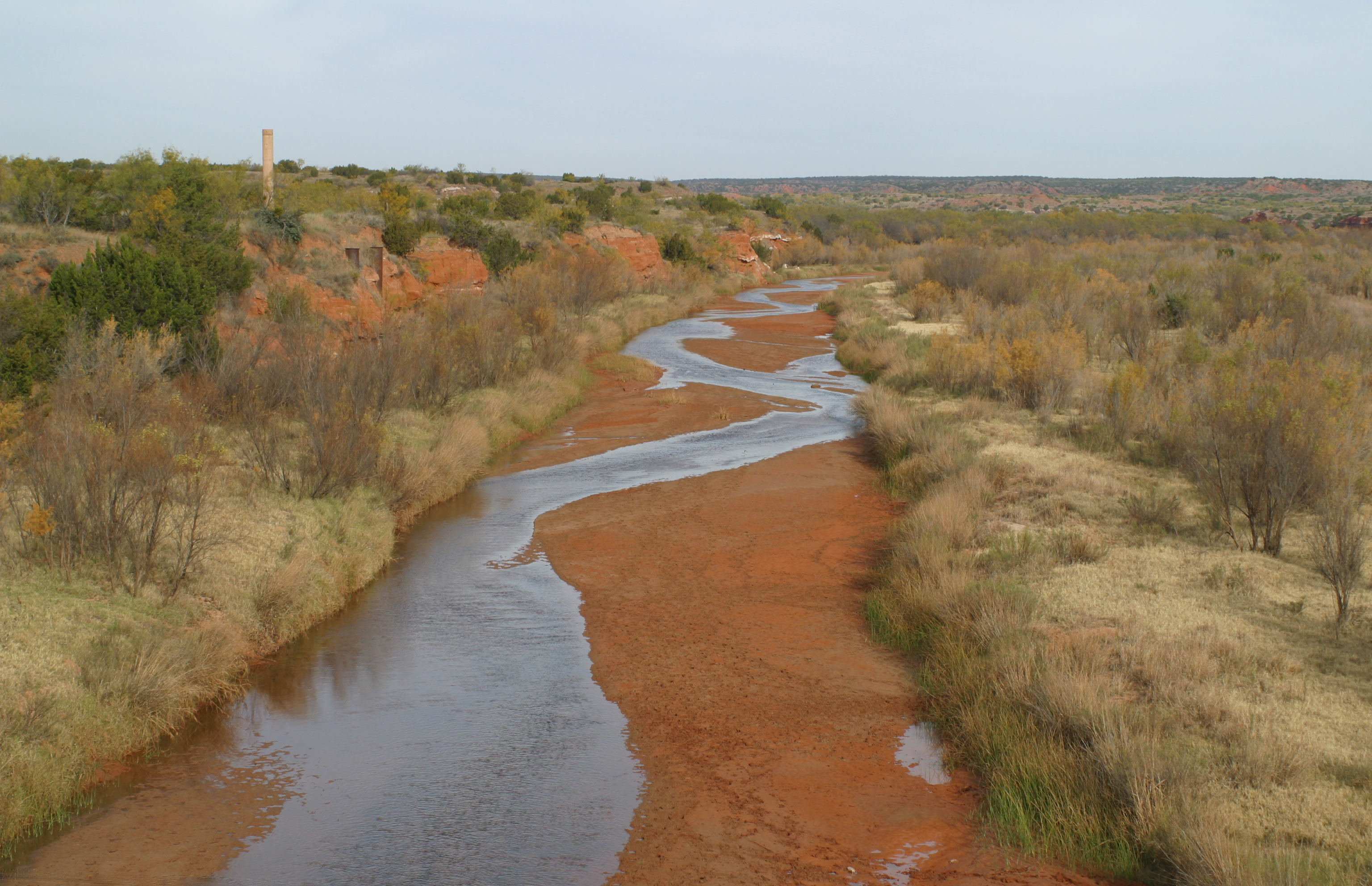
Double Mountain Fork Brazos, desde la Texas State Highway 208, a 12 km suroeste de Clairemont, Texas.
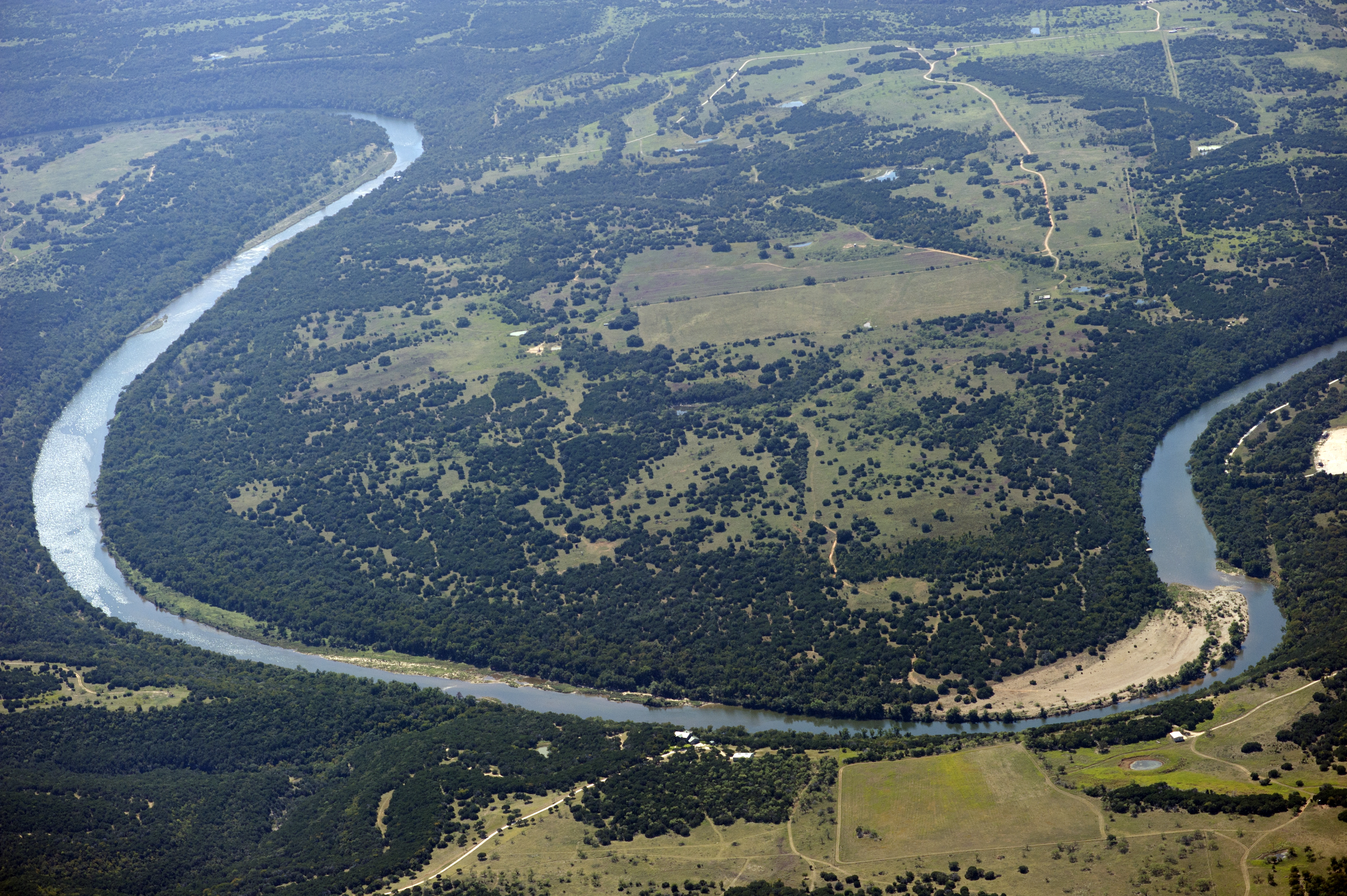
Río Brazos South, Possum Kingdom Lake.